# Lissoscarta
Lissoscarta (лат.) — род мелких цикадок семейства Cicadellidae. Неотропика.

## Описание
Среднего размера цикадки (длина тела около 1,5 см), пёстрой желтовато-бурой окраски, внешне мимикрирующие общественных ос трибы Polybiini (Vespidae: Polistinae). Наиболее сходны с родом ос Agelaia. Брюшко суженное в основании, напоминая стебелёк (осиную талию). Форма пронотума сходна с мезоскутомом ос. Род был впервые выделен шведским энтомологом академиком Карлом Столем (Carl Stål, 1833—1878).
- Lissoscarta beckeri  Mejdalani et Felix, 1997
- Lissoscarta catutara  Young, 1977
- Lissoscarta nipata  Young, 1977
- Lissoscarta pebasensis  Young, 1977
- Lissoscarta pereneensis  Young, 1977
- Lissoscarta schlingeri  Young, 1977
- Lissoscarta vespiformis  Fabricius, 1803typus